# Список керівників держав 172 року
В даній статті представлені керівники державних утворень. Також фрагментарно зазначені керівники нижчих рівнів. З огляду на неможливість точнішого датування певні роки владарювання наведені приблизно.
Список керівників держав 172 року — це перелік правителів країн світу 172 року.
Список керівників держав 171 року — 172 рік — Список керівників держав 173 року — Список керівників держав за роками

## Європа
- Боспорська держава — цар Реметалк I Євпатор (153/154-174)
- Ірландія — верховний король Арт Оенфер (165-195)
- Римська імперія
  - імператор Марк Аврелій (161-180)
    - консул Сервій Кальпурній Сципіон Орфіт (172)
    - консул Секст Квінтілій Максим (172)
      - Белгіка — Дідій Юліан (171/172-175)
      - Дакія — Секст Корнелій Клемент (170-172)
      - Нижня Мезія — Марк Макріній Авіт Катоній Віндекс (172-175)
      - Фракія — Гай Пантулей Граптіак (172-174)

## Азія
- Аракан (династія Сур'я) — раджа Сана Сур'я (146-198)
- Близький Схід
  - Велика Вірменія — цар Сохемос (163/164-185/186)
- Іберійське царство — цар Фарасман III (135-185)
- Індія
  - Кушанська імперія — великий імператор Хувішка I (140-183)
  - Царство Сатаваханів — магараджа Шрі Яйна Сатакарні (170/171-178/199)
- Китай
  - Династія Хань — імператор Лю Хун (168-189)
    - шаньюй південних хунну Їлінжоші Чжуцю (147—172); Тутежоші Чжуцзю (172—178)
- Корея
  - Когурьо — тхеван (король) Сінтхе (165-179)
  - Пекче — король Керу Чхого (166-214)
  - Сілла — ісагим (король) Адалла (154-184)
  - Осроена — Ма'ну VIII Абгар VIII (167-177)
- Персія
  - Парфія — шах Вологез III (148-192)
- Сипау (Онг Паун) — Сау Кам К'яу (127-207?)
- Харакена — цар Абінерга II (165-180)
- плем'я Хунну — шаньюй Цзюйцзюйр (147-172); Тутежошичжуцзю (172-178)
- Японія — тенно (імператор) Сейму (131-191)
  - Каппадокія — Публій Марцій Вер (166-175)
  - Сирія — Авідій Кассій (166-175)

## Африка
- Царство Куш — цар Аманіхаліка (170-175)